# Новое Саклово
Новое Саклово — деревня в Сармановском районе Татарстана. Входит в состав Саклов-Башского сельского поселения.

## География
Находится в восточной части Татарстана на расстоянии приблизительно 31 км на северо-восток по прямой от районного центра села Сарманово у речки Мензеля.

## История
Основана во второй половине XVIII века. В начале XX века упоминалось о наличии мечети и мектеба.
В «Списке населенных мест по сведениям 1870 года», изданном в 1877 году, населённый пункт упомянут как деревня Новый Саклов (Мансур-Саклы) 5-го стана Мензелинского уезда Уфимской губернии. Располагалась при речке Мензеле, по левую сторону почтового тракта из Мензелинска в Елабугу, в 32 верстах от уездного города Мензелинска и в 22 верстах от становой квартиры в деревне Кузекеева (Кускеева). В деревне, в 41 дворе жили 243 человека (123 мужчины и 120 женщин, татары), были мечеть, училище, водяная мельница. Жители занимались земледелием, скотоводством.
По сведениям переписи 1897 года, в деревне Мансур-Саклы (Новые Саклы) Мензелинского уезда Уфимской губернии жили 507 человек (250 мужчин и 257 женщин), все мусульмане.
8 марта 1918 года уездное земское собрание постановило перечислить в Верхне-Юшадинскую волость из Богодаровской Мансур-Саклы (Ново-Саклы).

## Население
Постоянных жителей было: в 1870 году — 243, в 1897—597, в 1913—551, в 1920—697, в 1926—475, в 1938—470, в 1949—200, в 1958—213, в 1970—200, в 1979—134, в 1989 — 53, 32 в 2002 году (татары 97 %), 22 в 2010.